# Catocala obliterata
Catocala obliterata là một loài bướm đêm trong họ Erebidae.